# Liste des lanceurs qui ont 300 sauvetages dans les ligues majeures

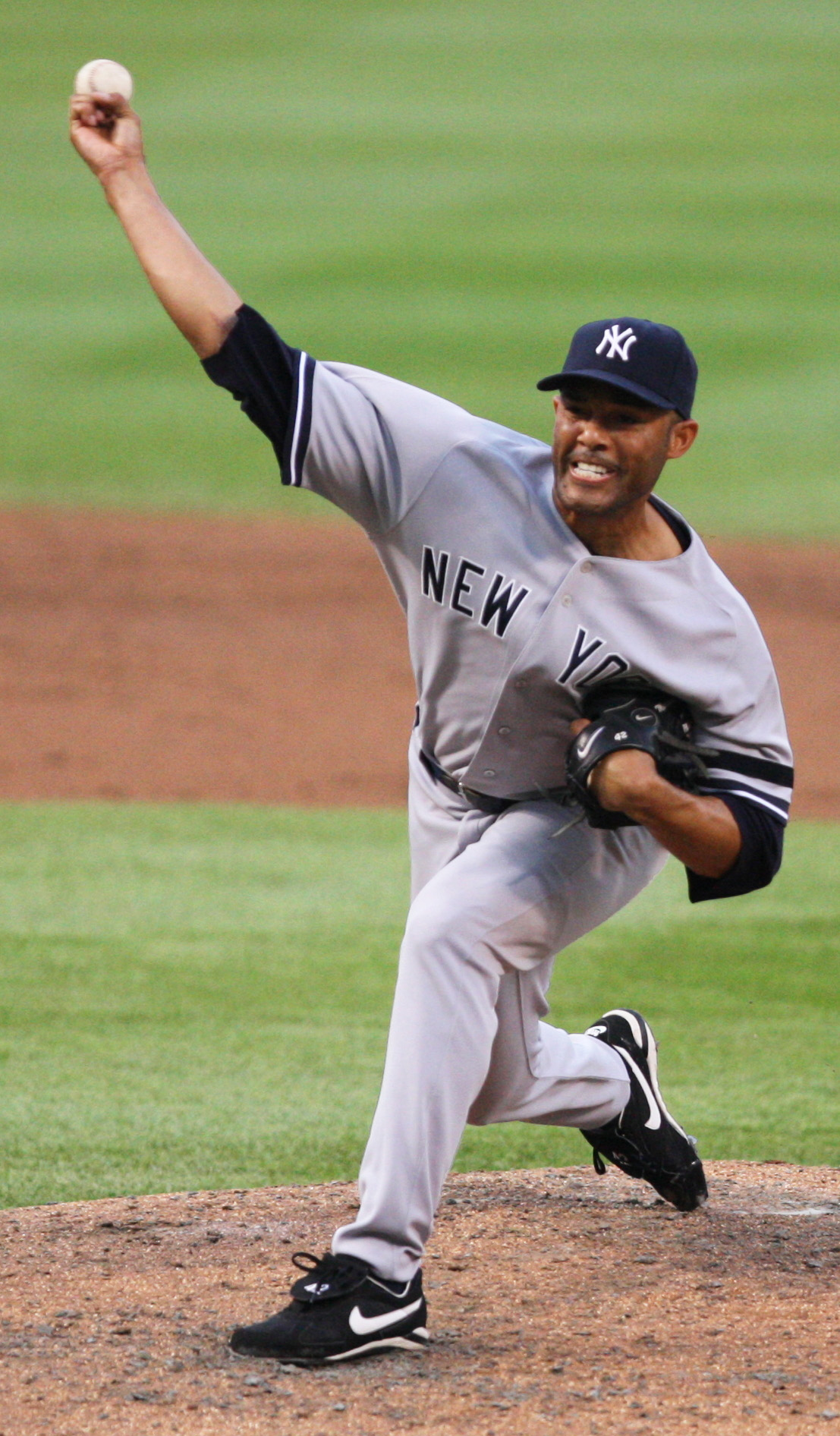
Mariano Rivera, meneur pour les sauvetages dans l'histoire du baseball.

Les sauvetages en baseball récompensent les lanceurs de relève qui terminent les rencontres en conservant l'avantage acquis par leur équipe. 
Le record de sauvetages dans les Ligues majeures de baseball est de 652, établi par Mariano Rivera de 1995 à 2013. Trevor Hoffman fut en 2010 le premier releveur à atteindre les 600 avant d'être peu après dépassé par Rivera. Après la saison 2019, 30 lanceurs comptent 300 sauvetages ou plus en carrière.
La statistique est reconnue officiellement par la MLB depuis 1969, même si des recherches ont identifié des situations de sauvetage avant cette date.

## Classement

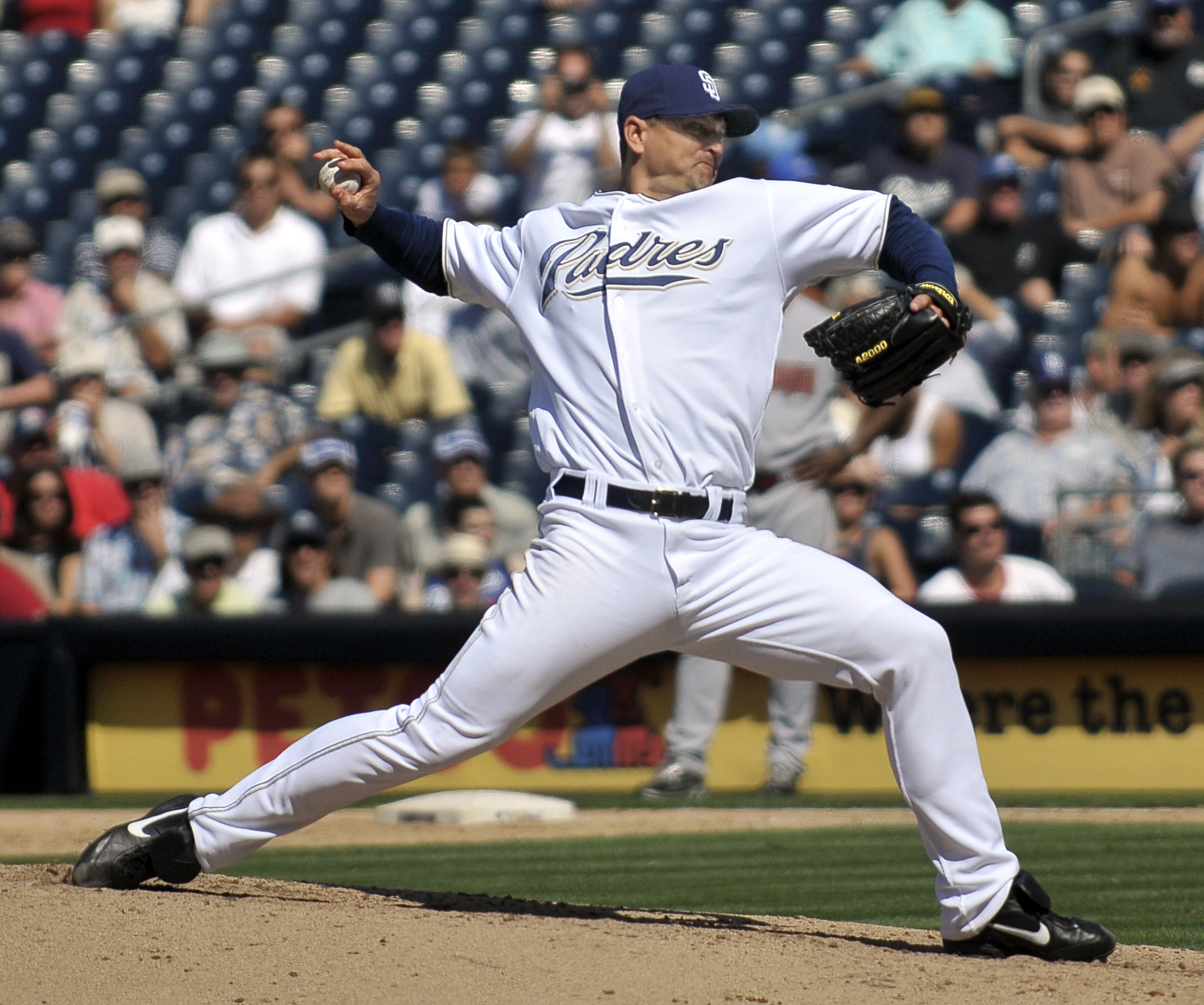
Trevor Hoffman devient en 2010 le premier releveur à réussir 600 sauvetages en carrière.

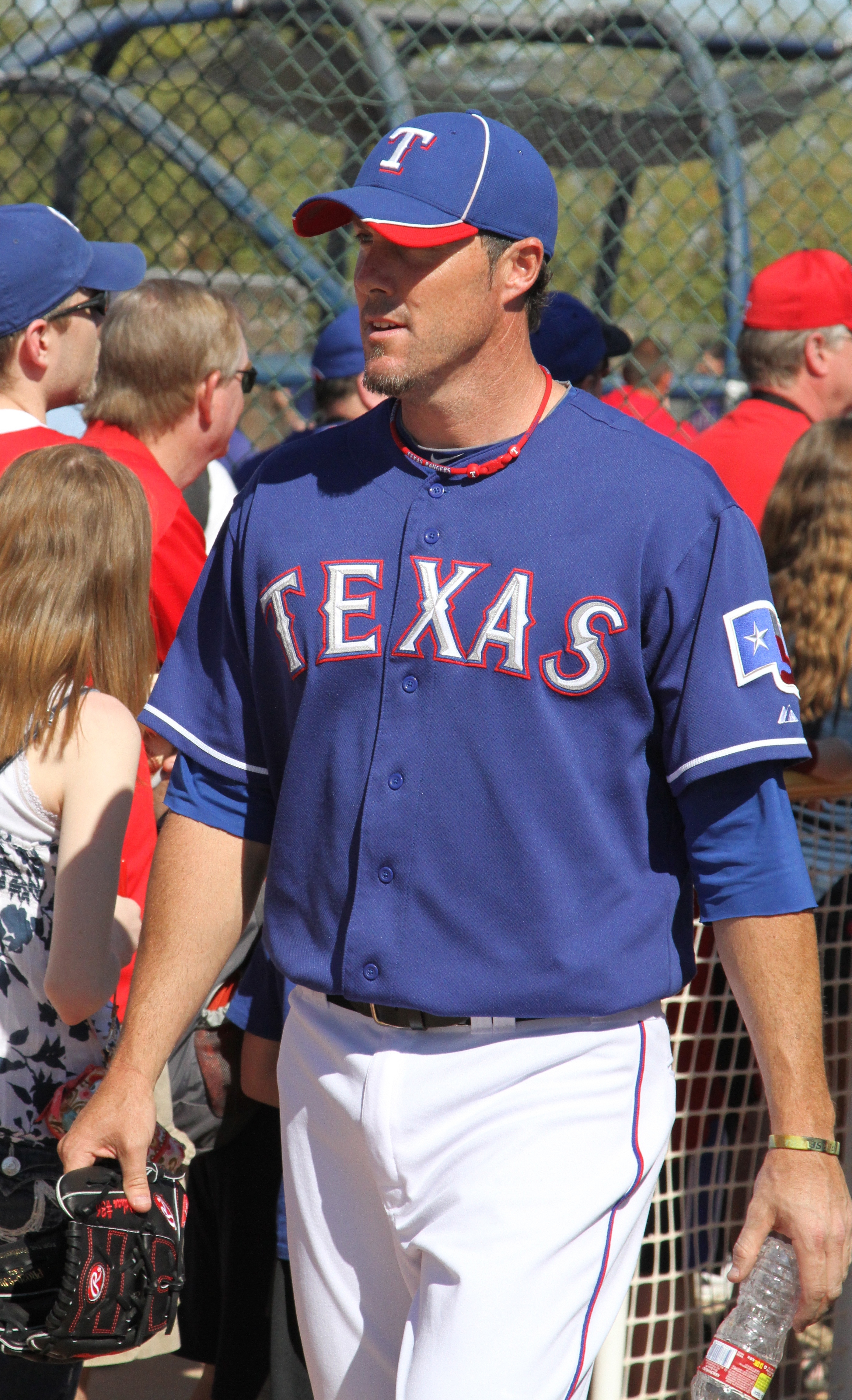
En 2013, Joe Nathan réussit son en carrière.

Les joueurs en activité sont en gras. Un astérisque indique un lanceur gaucher. Mis à jour après la saison 2023.
| Place | Joueur              | Sauvetages | Équipe lors du 300e sauvetage   | DateS                           |
| ----- | ------------------- | ---------- | ------------------------------- | ------------------------------- |
| 1     | Mariano Rivera      | 652        | Yankees de New York             | 1995-2013                       |
| 2     | Trevor Hoffman      | 601        | Padres de San Diego             | 1993-2010                       |
| 3     | Lee Smith           | 478        | Cardinals de Saint-Louis        | 1980-1997                       |
| 4     | Francisco Rodríguez | 437        | Brewers de Milwaukee            | 2002-2017                       |
| 5     | John Franco*        | 424        | Mets de New York                | 1984-2005                       |
| 6     | Billy Wagner*       | 422        | Mets de New York                | 1995-2010                       |
| 7     | Kenley Jansen       | 420        | Dodgers de Los Angeles          | depuis 2010                     |
| 8     | Craig Kimbrel       | 417        | Red Sox de Boston               | depuis 2010                     |
| 9     | Dennis Eckersley    | 390        | Athletics d'Oakland             | 1975-1998                       |
| 10    | Joe Nathan          | 377        | Rangers du Texas                | 1999-2000, 2002-2009, 2011-2016 |
| 11    | Jonathan Papelbon   | 368        | Phillies de Philadelphie        | 2005-2016                       |
| 12    | Jeff Reardon        | 367        | Expos de Montréal               | 1979-1994                       |
| 13    | Troy Percival       | 358        | Angels d'Anaheim                | 1995-2005, 2007                 |
| 14    | Randy Myers*        | 347        | Orioles de Baltimore            | 1985-1998                       |
| 15    | Rollie Fingers      | 341        | Brewers de Milwaukee            | 1968-1985                       |
| 16    | John Wetteland      | 330        | Rangers du Texas                | 1989-2000                       |
| 17    | Francisco Cordero   | 329        | Reds de Cincinnati              | 1999-2012                       |
| 18    | Fernando Rodney     | 327        | Diamondbacks de l'Arizona       | 2002-2003, 2005-2019            |
| 19    | Roberto Hernández   | 326        | Royals de Kansas City           | 1991-2007                       |
| 20    | Huston Street       | 324        | Angels de Los Angeles d'Anaheim | 2005-2017                       |
| 21    | José Mesa           | 321        | Pirates de Pittsburgh           | 1987, 1990-2007                 |
| 21    | Aroldis Chapman*    | 321        | Yankees de New York             | depuis 2010                     |
| 23    | Todd Jones          | 319        | Tigers de Detroit               | 1993-2008                       |
| 24    | Rick Aguilera       | 318        | Cubs de Chicago                 | 1985-2000                       |
| 25    | Robb Nen            | 314        | Giants de San Francisco         | 1993-2002                       |
| 26    | Tom Henke           | 311        | Cardinals de Saint-Louis        | 1982-1995                       |
| 27    | Rich Gossage        | 310        | Cubs de Chicago                 | 1972-1994                       |
| 28    | Jeff Montgomery     | 304        | Royals de Kansas City           | 1987-1999                       |
| 29    | Doug Jones          | 303        | Athletics d'Oakland             | 1982, 1986-2000                 |
| 30    | Jason Isringhausen  | 300        | Mets de New York                | 1995-2012                       |
| 30    | Bruce Sutter        | 300        | Braves d'Atlanta                | 1976-1986, 1988                 |

## Joueurs en activité
Un astérisque indique un lanceur gaucher.
Statistiques mises à jour après la saison 2023.
| Joueur           | Sauvetages |
| ---------------- | ---------- |
| Kenley Jansen    | 420        |
| Craig Kimbrel    | 417        |
| Aroldis Chapman* | 321        |
| Mark Melancon    | 262        |
| Edwin Díaz       | 205        |
| Raisel Iglesias  | 190        |
| David Robertson  | 175        |
| Josh Hader*      | 165        |
| Alex Colomé      | 159        |